# Liste der Kulturgüter in Pruntrut
Die Liste der Kulturgüter in Pruntrut enthält alle Objekte in der Gemeinde Pruntrut (Porrentruy) im Kanton Jura, die gemäss der Haager Konvention zum Schutz von Kulturgut bei bewaffneten Konflikten, dem Bundesgesetz vom 20. Juni 2014 über den Schutz der Kulturgüter bei bewaffneten Konflikten sowie der Verordnung vom 29. Oktober 2014 über den Schutz der Kulturgüter bei bewaffneten Konflikten unter Schutz stehen.
Objekte der Kategorien A und B sind vollständig in der Liste enthalten, Objekte der Kategorie C fehlen zurzeit (Stand: 1. Januar 2023).

## Kulturgüter
| Foto | | Objekt | Kat. | Typ | Standort                                       | Beschreibung                                                                                               |
| ---- | --- | --- | ---- | --- | ---------------------------------------------- | --- |
| ja   | Datei hochladen · Wikidata zu Schloss Pruntrut (Q2970284)                                                 | Schloss / Château KGS-Nr.: 03567                                                                                     | A    | G   | Le Château 14 572364 / 252141                  | |
| ja   | Datei hochladen · Wikidata zu Jesuitenkirche und -kollegium sowie Seminarturm (Q29521925)                 | Jesuitenkirche und -kollegium sowie Seminarturm / Église et collège des Jésuites et Tour du Séminaire KGS-Nr.: 03568 | A    | G   | Place Blarer-de-Wartensee 2, 5 572610 / 251562 | |
| ja   | Datei hochladen · Wikidata zu Kirche Saint-Pierre (Q29521929)                                             | Kirche Saint-Pierre / Église Saint-Pierre KGS-Nr.: 03569                                                             | A    | G   | Rue de l’Église 15 572681 / 251729             | |
| ja   | Datei hochladen · Wikidata zu Hôtel de Gléresse (Q29521938)                                               | Hôtel de Gléresse KGS-Nr.: 03571                                                                                     | A    | G   | Rue des Annonciades 10 572529 / 251728         | |
| ja   | Datei hochladen · Wikidata zu Hôtel-Dieu mit Apotheke (Q29521947)                                         | Hôtel-Dieu mit Apotheke / Hôtel-Dieu avec pharmacie KGS-Nr.: 03572                                                   | A    | G   | Grand’Rue 5 572596 / 251825                    | |
| ja   | Datei hochladen · Wikidata zu Musée de l'Hôtel-Dieu (Sammlung) (Q27487094)                                | Museum des Hôtel-Dieu / Musée de l’Hôtel-Dieu KGS-Nr.: 08686                                                         | A    | S   | Grand’Rue 5 572596 / 251825                    | |
| ja   | Datei hochladen · Wikidata zu Jurassica Museum (Sammlungen) (Q1683445)                                    | Jurassica Museum KGS-Nr.: 08687                                                                                      | A    | S   | Route de Fontenais 21 572771 / 251553          | Umfasst die Sammlungen des Jurassischen Naturwissenschaftsmuseum und des Botanischen Gartens von Pruntrut. |
| ja   | Datei hochladen · Wikidata zu Staatsarchiv Jura (Q14847939)                                               | Jurassisches Kantonsarchiv / Archives cantonales jurassienne KGS-Nr.: 08784                                          | A    | S   | Rue Pierre Péquignat 9 572503 / 251898         | |
| ja   | Datei hochladen · Wikidata zu Archivbestand des ehemaligen Fürstbistums Basel (Q27487087)                 | Archivbestand des ehemaligen Fürstbistums Basel / Fondation des Archives de l’ancien évêché de Bâle KGS-Nr.: 08826   | A    | S   | Rue des Annonciades 10 572528 / 251729         | |
| ja   | Datei hochladen · Wikidata zu Jurassische Kantonsbibliothek (Q1713820)                                    | Jurassische Kantonsbibliothek / Bibliothèque cantonale jurassienne KGS-Nr.: 09334                                    | A    | S   | Rue Pierre Péquignat 9 572499 / 251891         | |
| BW   | Datei hochladen · Wikidata zu Archive und Sammlungen der Kantonsarchäologie des Kantons Jura (Q115387858) | Archive und Sammlungen der Kantonsarchäologie / Archives et collections de l’archéologie cantonale KGS-Nr.: 10545    | A    | S   | Rue Pierre Péquignat 9 572503 / 251898         | |
| ja   | Datei hochladen · Wikidata zu Jurassica Museum (Gebäude) (Q27487092)                                      | Jurassica Museum KGS-Nr.: 03573                                                                                      | B    | G   | Route de Fontenais 21 572770 / 251554          | |
| ja   | Datei hochladen · Wikidata zu Gasthaus Ajoie (Q29785473)                                                  | Auberge d’Ajoie KGS-Nr.: 03575                                                                                       | B    | G   | Rue Gustave Amweg 1 572657 / 251948            | |
| ja   | Datei hochladen · Wikidata zu Katholisches Pfarrhaus und Stadtmauer (Q29785475)                           | Katholisches Pfarrhaus und Stadtmauer / Cure catholique et remparts KGS-Nr.: 03577                                   | B    | G   | Rue du Collège 1 572706 / 251689               | |
| ja   | Datei hochladen · Wikidata zu Schulhaus Juventuti (Q29785478)                                             | Schulhaus Juventuti / École Juventuti KGS-Nr.: 03578                                                                 | B    | G   | Rue des Baîches 2 572654 / 251675              | |
| ja   | Datei hochladen · Wikidata zu Kirche und Konvent der Ursulinen (Q29785479)                                | Ursulinenkirche und -konvent / Église et couvent des Ursulines KGS-Nr.: 03579                                        | B    | G   | Rue de l’Église 7 572640 / 251780              | |
| ja   | Datei hochladen · Wikidata zu Kirche Saint-Germain mit ehemaligem Friedhof (Q29785480)                    | Kirche Saint-Germain mit ehemaligem Friedhof / Église Saint-Germain avec ancien cimetière KGS-Nr.: 03580             | B    | G   | Route de Courgenay 3 572881 / 251784           | |
| BW   | Datei hochladen · Wikidata zu Fanum, gallorömischer Tempel (Q29785481)                                    | Fanum, gallorömischer Tempel / Fanum, temple gallo-romain KGS-Nr.: 03581                                             | B    | F   | Route de Belfort 572725 / 253130               | |
| ja   | Datei hochladen · Wikidata zu Brunnen der Samariterin (Q29785484)                                         | Samariterinnenbrunnen / Fontaine de la Samaritaine KGS-Nr.: 03582                                                    | B    | G   | Rue de l’Église 572573 / 251801                | |
| ja   | Datei hochladen · Wikidata zu Schweizerbrunnen (Q29785485)                                                | Schweizerbrunnen / Fontaine du Suisse KGS-Nr.: 03583                                                                 | B    | K   | Rue des Malvoisins 572493 / 251822             | |
| ja   | Datei hochladen · Wikidata zu Bahnhof Pruntrut (Q3097320)                                                 | Bahnhof SBB / Gare CFF KGS-Nr.: 03584                                                                                | B    | G   | Place de la Gare 4 572937 / 252297             | |
| ja   | Datei hochladen · Wikidata zu Grosser Saal des Restaurant de l’Inter (Q29785487)                          | Grosser Saal des Restaurant de l’Inter / Grande salle du restaurant de l’Inter KGS-Nr.: 03585                        | B    | G   | Allée des Soupirs 15 572499 / 252012           | |
| ja   | Datei hochladen · Wikidata zu Rathaus (Q29785488)                                                         | Rathaus / Hôtel de ville KGS-Nr.: 03586                                                                              | B    | G   | Rue Pierre Péquignat 2 572557 / 251856         | |
| ja   | Datei hochladen · Wikidata zu Hôtel des Halles (Q29785489)                                                | Hôtel des Halles KGS-Nr.: 03587                                                                                      | B    | G   | Rue Pierre Péquignat 9 572503 / 251898         | |
| ja   | Datei hochladen · Wikidata zu Haus Nicol (Q29785490)                                                      | Maison Nicol KGS-Nr.: 03588                                                                                          | B    | G   | Faubourg de France 1 572354 / 251993           | |
| ja   | Datei hochladen · Wikidata zu Haus Turberg (Q29785492)                                                    | Maison Turberg KGS-Nr.: 03589                                                                                        | B    | G   | Rue Pierre-Péquignat 42 572437 / 252002        | |
| ja   | Datei hochladen · Wikidata zu Porte de France (Q29785494)                                                 | Porte de France KGS-Nr.: 03590                                                                                       | B    | G   | Faubourg de France 572449 / 252100             | |
| BW   | Datei hochladen · Wikidata zu Restaurant Weisser Bär (Q29785495)                                          | Restaurant de l’Ours Blanc KGS-Nr.: 03591                                                                            | B    | G   | Route de Courgenay 29 573170 / 251767          | |
| ja   | Datei hochladen · Wikidata zu Villa Viatte mit Garten-Pavillon (Q29785501)                                | Villa Viatte mit Gartenpavillon / Villa Viatte avec pavillon de jardin KGS-Nr.: 03592                                | B    | G   | Rue Auguste-Cuenin 1 572574 / 252069           | |
| BW   | Datei hochladen · Wikidata zu Jurassische Kunstsammlung (Q27487089)                                       | Jurassische Kunstsammlung / Collection jurassienne des beaux-arts KGS-Nr.: 08761                                     | B    | S   | Rue Pierre Péquignat 9 572499 / 251897         | |
| BW   | Datei hochladen · Wikidata zu Archiv der Bourgeoisie von Pruntrut (Q27487085)                             | Archiv der Bürgergemeinde Pruntrut / Archives de la Bourgeoisie de Porrentruy KGS-Nr.: 08959                         | B    | S   | Rue Pierre Péquignat 2 571666 / 251752         | |
| ja   | Datei hochladen · Wikidata zu Brunnen der goldenen Kugel (Q29785483)                                      | Golkugelbrunnen / Fontaine de la boule dorée KGS-Nr.: 10854                                                          | B    | K   | Rue des Annonciades 572533 / 251754            | |
| ja   | Datei hochladen · Wikidata zu Schule Saint-Paul (Q29785476)                                               | Schule Saint-Paul / École Saint-Paul KGS-Nr.: 10862                                                                  | B    | G   | Chemin de l’Oiselier 6 572421 / 251395         | |
| ja   | Datei hochladen · Wikidata zu Villa (Q29785500)                                                           | Villa KGS-Nr.: 12303                                                                                                 | B    | G   | Rue Auguste-Cuenin 2 572593 / 252011           | |